# Sistema numérico hindu-arábico
O sistema numérico hindu-arábico ou indo-árabe (também chamado de sistema numérico árabe ou sistema numeral hindu) é um sistema numeral decimal posicional, sendo o mais popular sistema para a representação simbólica de números no mundo.
Foi inventado entre os séculos I e IV por matemáticos indianos. O sistema foi adotado na matemática árabe no século IX. Influentes foram os livros de Muḥammad ibn Mūsā al-Khwārizmī (Sobre o cálculo com números hindus, c. 825) e Al-Kindi (Sobre o uso dos números hindus, c. 830). Mais tarde, o sistema se espalhou para a Europa medieval na Alta Idade Média.
O sistema é baseado em dez (originalmente nove) glifos. Os símbolos (glifos) usados para representar o sistema são, em princípio, independentes do próprio sistema. Os glifos em uso real são descendentes da numeração brami e se dividiram em várias variantes tipográficas desde a Idade Média.
Esses conjuntos de símbolos podem ser divididos em três famílias principais: numerais arábicos ocidentais, usados no Grande Magrebe e na Europa; numerais árabes orientais (também chamados de "numerais indicativos"), usados no Oriente Médio, e os numerais indianos, usados no subcontinente indiano.